# George Raveling
George Henry Raveling (Washington, 27 giugno 1937) è un ex cestista e allenatore di pallacanestro statunitense.

## Carriera
È stato selezionato dai Philadelphia Warriors all'ottavo giro del Draft NBA 1960 (62ª scelta assoluta), ma non ha mai giocato nella NBA.
Ha esordito in panchina come assistente allenatore della Villanova University nel 1963, proseguendo con lo stesso incarico nel 1969 ai Maryland Terrapins. Da capo allenatore ha guidato Washington State University, Iowa e University of Southern California. È stato vice allenatore della Nazionale statunitense ai Giochi olimpici del 1984 e del 1988.
Da allenatore si è sempre battuto per abbattere le discriminazioni razziali nel mondo della pallacanestro, e non solo. Era infatti a fianco di Martin Luther King il 28 agosto 1963, sul palco del Lincoln Memorial di Washington, in occasione del celebre discorso I have a dream. È proprio lo stesso Raveling a conservare i fogli originali del discorso.
È membro del Naismith Memorial Basketball Hall of Fame dal 2015, in qualità di contributore.

## Palmarès
- John Bunn Award (2013)

## Nei media
Nel film Air - La storia del grande salto (Air) (2023), che narra la vicenda delle Air Jordan, George Raveling è interpretato da Marlon Wayans.